# El amante de Lady Chatterley (película de 2007)
El amante de Lady Chatterley es una película francesa dirigida por Pascale Ferran que adapta la novela de D. H. Lawrence John Thomas and Lady Jane o El amante de Lady Chatterley: fue lanzada en el Reino Unido el 24 de agosto de 2007.
La película ganó el Premio César por Mejor Película y es protagonizada por Jean Louis Coullo'ch y Marina Hands.

## Premios
- Premio Louis Delluc

### Premios César 2007
- Mejor Película
- Mejor Actriz
- Mejor fotografía
- Mejor diseño de disfraz
- Mejor Escritura - Adaptación